# Коул, Генри
Сэр Генри Коул (англ. Henry Cole; 15 июля 1808, Бат — 18 апреля 1882, Лондон) — английский изобретатель, предприниматель и общественный деятель, автор идеи отправления поздравительных открыток на Рождество, представившего первую в мире коммерческую рождественскую открытку в 1843 году. Генри Коул был одним из организаторов первой Всемирной выставки 1851 года, создателей художественно-промышленной школы и знаменитого Музея Виктории и Альберта в Лондоне.

## Биография
Генри Коул родился в Бате в семье капитана Генри Роберта Коула, гвардейца 1-го драгунского полка, и Летиции Дормер. В 1817 году его отправили в школу «Christ’s Hospital» в Лондоне. Свою деятельность Коул начал в 15 лет в Record Commission. Его критика деятельности Комиссии стала причиной дебатов, которые привели к принятию закона Public Record Office Act 1838 о создании архивов, в частности национального архива Public Record Office, в котором Коул был назначен помощником хранителя. Он также нашёл время для изучения акварельной живописи под руководством Дэвида Кокса и выставил эскизы в Королевской академии художеств.

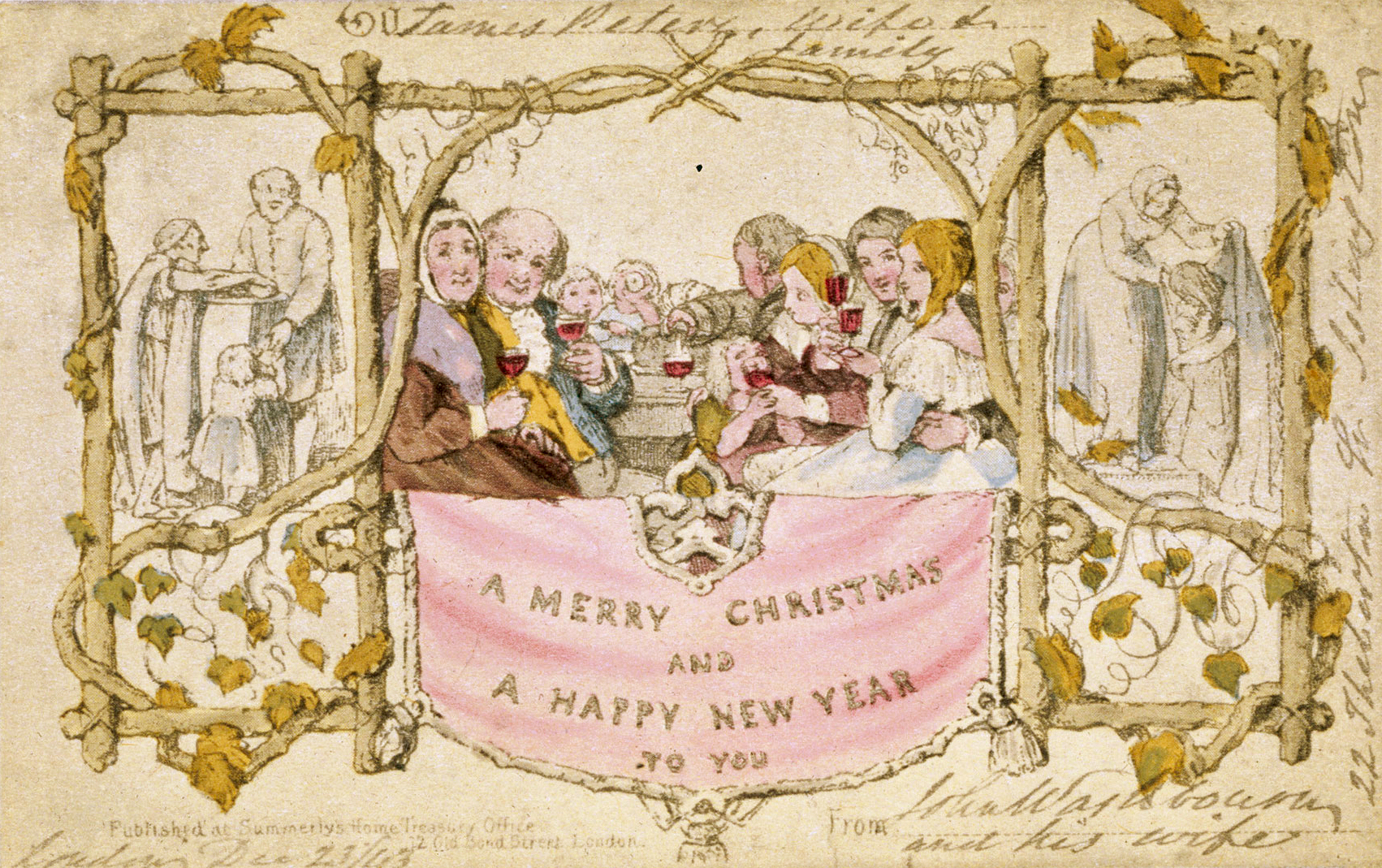
Первая в мире коммерческая рождественская открытка, изданная промышленным способом. 1843

С 1837 по 1840 годы он работал ассистентом Роуленда Хилла и сыграл ключевую роль в введении в Англии почтовой системы Penny Post. Ему, наряду с Роулендом Хиллом, приписывают разработку первой в мире почтовой марки «Чёрный пенни». Также считается, что Генри Коул первым в мире издал промышленным способом коммерческую рождественскую открытку, разработанную художником Джоном Хорсли.

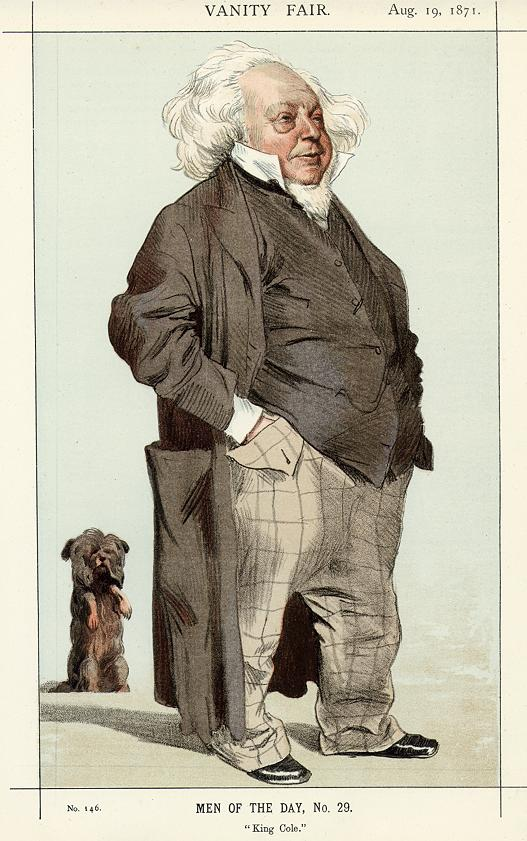
Карикатура ДжеймсаТиссо на Генри Коула

Генри Коул одним из первых в Англии стал заниматься проектированием промышленных изделий (слово «дизайн» в то время ещё не приобрело современного интернационального значения). Под псевдонимом Феликс Саммерли (Felix Summerly) он разработал ряд изделий, которые были приняты к производству, в том числе удостоенного многих премий чайника, изготавливавшегося компанией «Минтон» (Mintons). Также под этим псевдонимом он написал несколько детских книг, в том числе «Книгу историй из домашней сокровищницы» (A book of stories from The home treasury, 1843—1855), «Справочник по архитектуре, скульптуре, надгробиям и украшениям Вестминстерского аббатства» (A hand-book for the architecture, sculpture, tombs, and decorations of Westminster Abbey, 1859), «Алфавит четвероногих» (An Alphabet of Quadrupeds, 1844), «Красавица и чудовище» (The Вeauty and the Beast, 1843), «Приятная история Лиса Рейнарда, рассказанная в картинках Альбертом ван Эвердингеном» (The pleasant history of Reynard the Fox, told by the pictures by Albert van Everdingen, 1843).

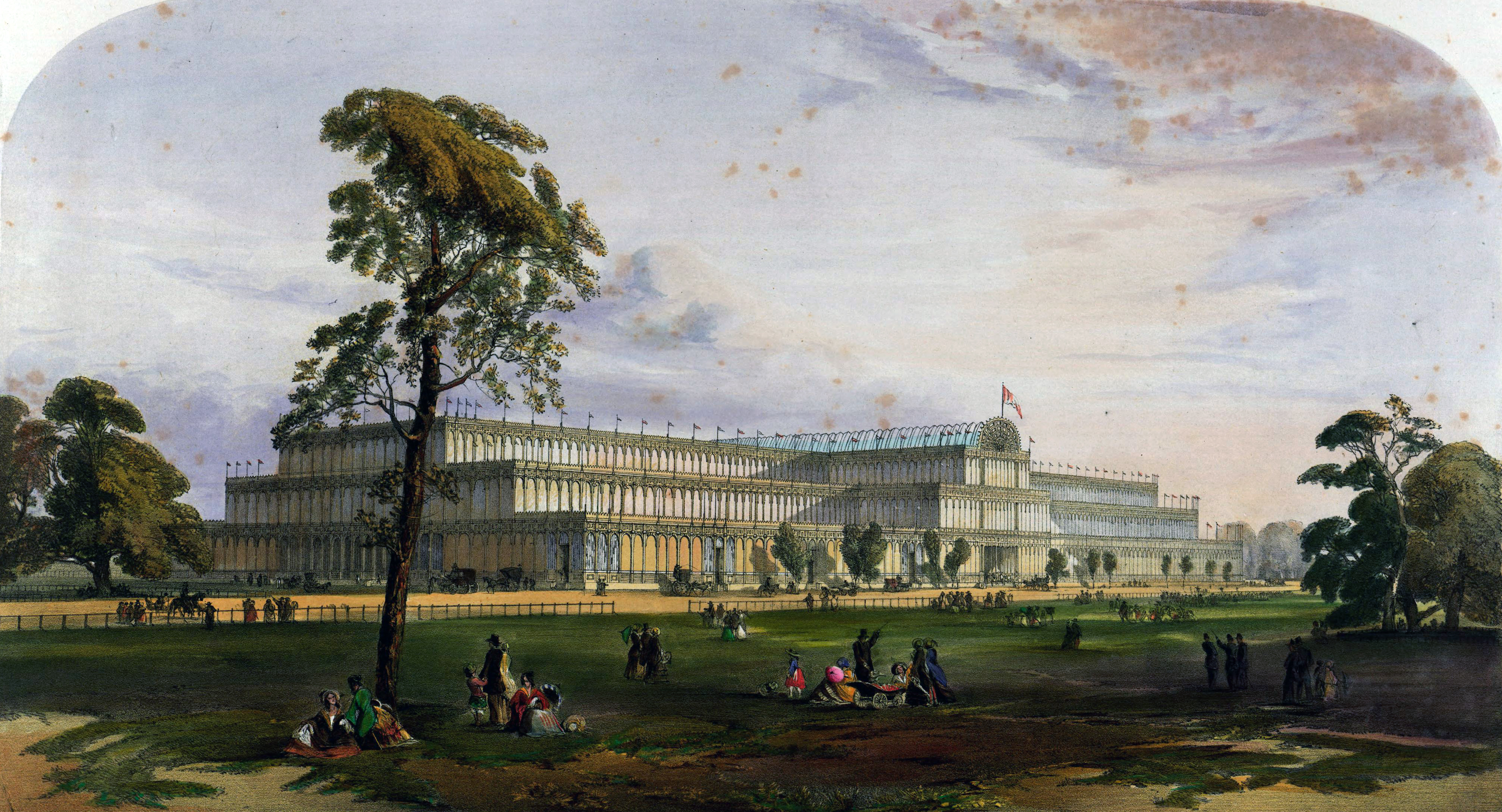
«Хрустальный дворец» Всемирной выставки 1851 года в Южном Кенсингтоне, Лондон

## Сэр Генри Коул, Первая Всемирная выставка и Музей Виктории и Альберта в Лондоне
Генри Коул состоял членом «Общества поощрения искусств, производства и торговли» (Society for the Encouragement of Arts, Manufactures and Commerce), ныне «Королевское общество искусств» (Royal Society of Arts). Коул лоббировал в правительстве поддержку его кампании за улучшение стандартов в проектировании и промышленном производстве бытовых изделий. При поддержке принца-консорта Альберта, супруга королевы Виктории в 1847 году Общество было преобразовано в новое — «Королевское общество поощрения искусств, производства и торговли» (Royal Society for the Encouragement of Arts, Manufactures and Commerce). Под патронажем принца Альберта, являясь членом этого общества, Коул организовал «Выставку художественных производств» (Exhibition of Art Manufactures) в 1847 году, которая в расширенном варианте прошла в 1848 и 1849 годах.
В 1849 году Коул посетил в Париже «Пятилетнюю парижскую выставку» (Exposition quinquennale de Paris) и обратил внимание на её недостатки. Принц Альберт в то время был озабочен своей идеей проведения в Лондоне большой Международной выставки с названием «Великая выставка промышленных работ всех народов» (The Great Exhibition of the Works of Industry of all Nations) с целью демонстрации достижений разных стран в области промышленности, торговли и искусства. Великобритания в то время была самой передовой промышленной страной, «коммерческой столицей мира и всемирной мастерской». Позднее, на открытии Всемирной выставки, принц Альберт подчеркнул, что «ни в какой другой стране такое событие невозможно».
Вернувшись в Лондон и заручившись поддержкой принца Альберта, Генри Коул привлёк к разработке плана экспозиции выставки выдающегося архитектора и теоретика искусства Готфрида Земпера. В 1850 году под председательством принца Альберта была создана «Королевская комиссия по проведению Выставки 1851 года» (Royal Commission for the Exhibition of 1851). Выставка, проходившая с 1 мая по 15 октября 1851 года в Южном Кенсингтоне (районе Лондона), впоследствии была названа Всемирной, она была первой такого рода, за ней последовали многие другие Всемирные выставки. Выставка продемонстрировала, наряду с успехами в области индустрии, машиностроения и торговли, катастрофический разлад между передовой промышленной технологией и традиционным декоративно-прикладным искусством, растущее отчуждение производителя и проектировщика от продукта своего труда и как результат — несоответствие функции и технологии производства форме и декору промышленных изделий. Принц Альберт, озабоченный качеством английской продукции на мировом рынке, предложил Готфриду Земперу составить проект программы подготовки новых специалистов-проектировщиков и план экспозиции будущего художественно-промышленного музея. Финансирование его создания осуществлялось «Обществом поощрения искусств, производства и торговли» за счёт части средств, вырученных от проведения выставки. Распределением дохода в £186 000, для направления его на развитие и совершенствование науки и художественного образования в Соединенном Королевстве было поручено заняться сэру Генри Коулу.
В 1852 году в Южном Кенсингтоне Обществом был приобретён участок земли, на котором был создан центр учреждений образования и культуры, позднее названный в честь принца «Альбертополисом» (Albertopolis). Готфрид Земпер планировал создать музей одновременно со школой ремёсел и другими просветительскими организациями образования и культуры.
Генри Коул был назначен первым генерал-инспектором отдела практического искусства, учреждённого правительством для повышения уровня художественного образования в Великобритании с учетом возможности его применения в промышленности.
В 1853 году музей был переименовали в «Музей орнаментального искусства» (Museum of Ornamental Art). В 1854 году музей стал называться Южно-Кенсингтонским (South Kensington Museum). Официальное открытие музея королевой Викторией состоялось 20 июня 1857 года. В 1899 году музей получил официальное название: Музей Виктории и Альберта. Ныне это крупнейший в мире музей такого рода.
Первым директором музея в 1857 году был назначен сэр Генри Коул. Он проработал на этой должности по 1873 год. В его честь в настоящее время называется одна из частей здания музея: «Крыло Генри Коула» (Henry Cole Wing). Коул отстаивал идею широкого художественного образования и просвещения народа через музейные коллекции. Это привело к передаче в ведомство музея «Школы ремёсел Южно-Кенсингтонского музея». Первая ремесленная школа «National Art Training School» была создана ещё в 1837 году в Сомерсет-Хаусе. В 1896 году школа была переименована в «Королевский колледж искусства» (Royal College of Art). Генри Коул принял участие в становлении других учреждений культуры в Южном Кенсингтоне, таких как Королевский колледж музыки и Имперский колледж Лондона.
В 2001 году, одна из первых рождественских открыток Коула, которую он послал своей бабушке в 1843 году, была продана на аукционе за  £22 500.

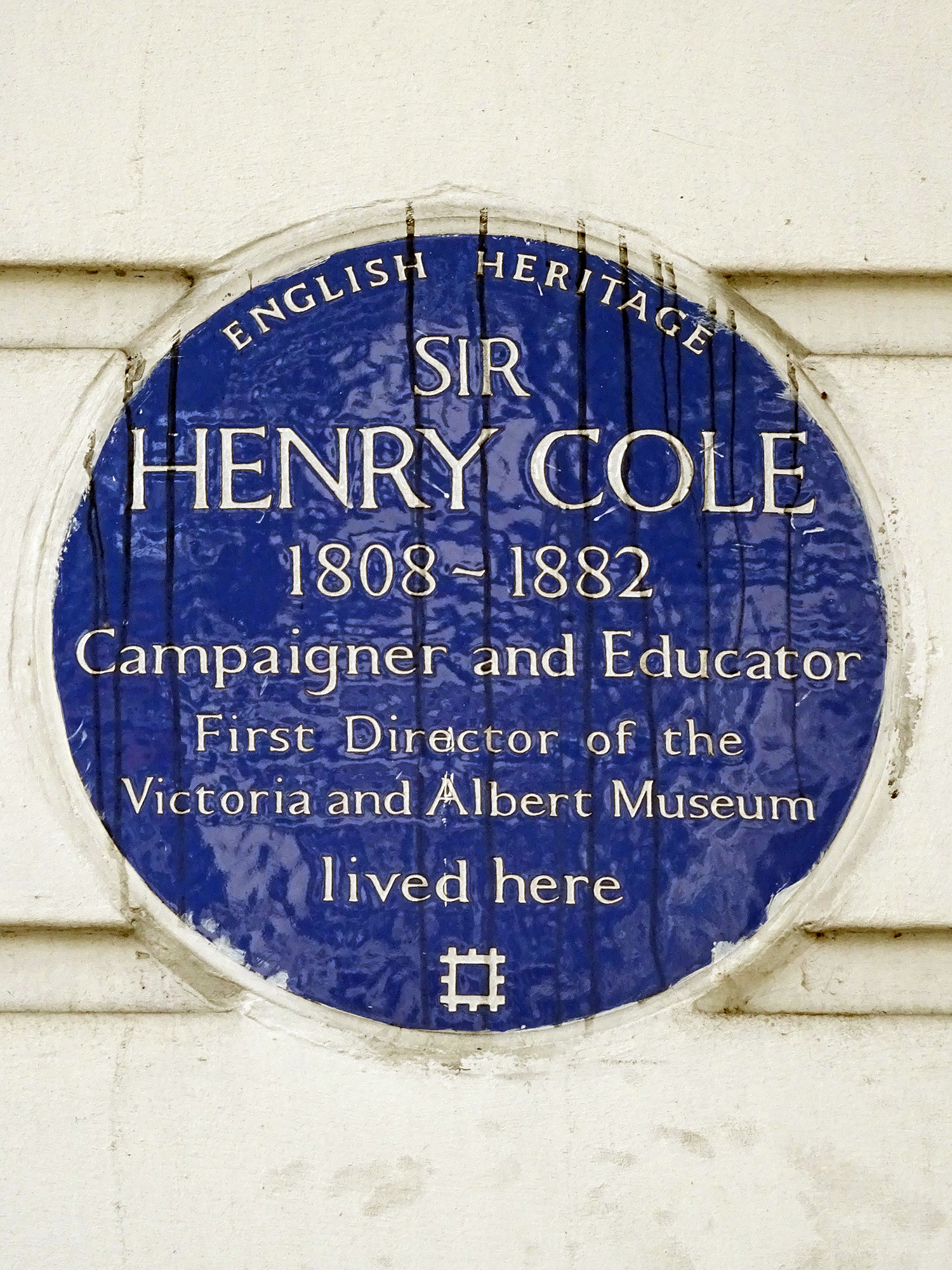
Синяя табличка в честь Генри Коула

Коул был награждён орденом Бани и был посвящен в рыцари королевой Викторией в 1875 году. Генри Коул часто упоминался как «King Cole» или «Old King» за его тесные отношения с принцем-консортом Альбертом. После кончины он был похоронен на Бромптонском кладбище в Лондоне. В его честь установлена синяя табличка в Южном Кенсингтоне на доме, где он жил и работал.